# Igarapé Iná
Igarapé Iná är ett vattendrag i Brasilien.   Det ligger i delstaten Acre, i den västra delen av landet, 2 300 km väster om huvudstaden Brasília.
I omgivningarna runt Igarapé Iná växer i huvudsak städsegrön lövskog. Runt Igarapé Iná är det mycket glesbefolkat, med 4 invånare per kvadratkilometer.